# Luka Romero
Luka Romero (Victoria de Durango, 18 november 2004) is een Argentijnse voetballer die als vleugelspeler onder contract staat bij AC Milan. Die club nam hem transfervrij overvan Lazio Roma.

## Carrière

### Jeugd
Romero werd geboren in het Mexicaanse Durango als zoon van Argentijnse ouders. Op driejarige leeftijd verhuisde hij naar het Spaanse Villanueva de Córdoba. Op zevenjarige leeftijd verhuisde hij naar het Spaanse eiland Formentera en begon hij zijn jeugdvoetbalcarrière bij Penya Esportiva Sant Jordi op het eiland Ibiza.
In 2011 ging Romero testen bij FC Barcelona, maar hij kon er geen contract ondertekenen omdat hij nog geen tien jaar oud was en niet in de buurt woonde. In 2015 tekende hij op tienjarige leeftijd bij RCD Mallorca.

### RCD Mallorca
Op 24 juni 2020 maakte Romero zijn officiële debuut voor het eerste elftal van RCD Mallorca: tijdens een competitiewedstrijd tegen Real Madrid viel hij in de 83e minuut in voor Iddrisu Baba. Romero was op dat moment slechts 15 jaar en 219 dagen oud, waardoor hij de jongste speler ooit werd in de Primera División.

## Clubstatistieken
| Seizoen         | Club            | Land            | Competitie       | Competitie | Competitie | Beker | Beker | Supercup | Supercup | Europees | Europees | Totaal | Totaal |
| Seizoen         | Club            | Land            | Competitie       | Wed.       | Dlp.       | Wed.  | Dlp.  | Wed.     | Dlp.     | Wed.     | Dlp.     | Wed.   | Dlp.   |
| --------------- | --------------- | --------------- | ---------------- | ---------- | ---------- | ----- | ----- | -------- | -------- | -------- | -------- | ------ | ------ |
| 2019/20         | RCD Mallorca    | Vlag van Spanje | Primera División | 1          | 0          | 0     | 0     | —        | —        | —        | —        | 1      | 0      |
| Carrière totaal | Carrière totaal | Carrière totaal | Carrière totaal  | 1          | 0          | 0     | 0     | 0        | 0        | 0        | 0        | 1      | 0      |

Bijgewerkt op 25 juni 2020.